# Іванов Олександр Миколайович
Олекса́ндр Микола́йович Іванов (22 жовтня 1962 , м. Острів, Псковська область) — російський колекціонер, який живе в Москві. Найбільше відомий як засновник Музею Фаберже в Баден-Бадені, Німеччина.

## З життєпису
Іванов не є власником будь-якого бізнесу, але сама по собі цінність його значної художньої колекції робить його мільярдером. Колекція складається з більш ніж 3 000 предметів мистецтва і розкоші і є найбільшою ювелірною колекцією Фаберже у світі. Навесні 2010 року колекціонер з Близького Сходу запропонував Іванову 2 мільярди доларів за його колекцію. Інтерес Іванова до предметів мистецтва вельми широкий: він також колекціює кістки динозаврів, давньогрецьке і давньоримське мистецтво, доколумбове золото, картини старих майстрів і імпресіоністів, православні ікони. Він також володіє ексклюзивною колекцією раритетних автомобілів.
Найзначнішим придбанням Іванова стало яйце Фаберже — «Яйце Ротшильда», створене в 1902 році, на замовлення французької гілки родини Ротшильдів. Іванов придбав його під час міжнародних торгів на аукціоні Крістіс (англ. Christie's International) 28 листопада 2007 ріку. Його ціна склала 9 мільйонів британських фунтів (18,5 мільйона доларів на той момент). За словами Іванова — «це найкращий твір Фаберже».

## Кар'єра
Перш ніж стати студентом Московського Державного Університету, в якому він вивчав правознавство, Іванов проходив службу в радянському Військово-морському флоті. В кінці 1980-х, коли в Радянському Союзі стали з'являтися елементи ринкових відносин, Іванов став одним з перших бізнесменів, що почали торгувати комп'ютерами. Він швидко заснував вдалий і прибутковий бізнес. Іванов почав купувати і колекціювати Фаберже та інші предмети мистецтва, бо не знав куди інвестувати величезну кількість грошей. Незважаючи на деякі послаблення, що з'явилися в результаті змін у державі під керівництвом Михайла Горбачова, в радянському суспільстві все ще було поширено багато заборон, до того ж був величезний дефіцит усіх товарів.
Олександр Іванов також є художником. Він малює у властивій лише йому манері абстрактного живопису, використовуючи геометричні зображення і дуже яскраві кольори, яких він домагається за допомогою пігментів фарб, які частково складаються з дуже рідкісних і дорогих мінералів. Наявність у складі фарб таких цінних інгредієнтів стало однією з багатьох причин, які зумовили те, що перша картина Іванова пішла з аукціонних торгів в Бонхамс за 60 000 фунтів 1 грудня 2010 року.

## Музей Фаберже
Іванов відкрив Музей Фаберже в німецькому курортному місті Баден-Баден в травні 2009 року. Крім «Яйця Ротшильда», до колекції музею належить рідкісний срібний графин у формі кролика, і створене фірмою Фаберже до великодня 1917 року імператорське пасхальне «Березове» яйце, зроблене з карельської берези, оздоблене золотом і діамантами. Придбання цього яйця викликало деякий сумнів експертів, оскільки про його існування не було відомо раніше. Зараз Іванов має в своєму розпорядженні певну кількість документів, зібраних в дослідницьких фондах і державних архівах Росії, які свідчать про автентичність яйця.